# Gnathium obscurum
Gnathium obscurum är en skalbaggsart som beskrevs av Macswain 1952. Gnathium obscurum ingår i släktet Gnathium och familjen oljebaggar. Inga underarter finns listade i Catalogue of Life.